# Châtillon-la-Palud
Châtillon-la-Palud település Franciaországban, Ain megyében. Lakosainak száma 1675 fő (2022. január 1.). Châtillon-la-Palud Chalamont, Crans, Saint-Maurice-de-Rémens, Villette-sur-Ain és Villieu-Loyes-Mollon községekkel határos.

## Népesség
A település népességének változása:
| Lakosok száma | 660  | 814  | 874  | 1395 | 1573 | 1566 | 1584 | 1604 | 1622 | 1675 |
|               | 1968 | 1982 | 1990 | 2006 | 2013 | 2015 | 2017 | 2019 | 2020 | 2022 |